# Cephonodes janus
Cephonodes janus là một loài bướm đêm thuộc họ Sphingidae. Loài này có ở Queensland, Flores và Nouvelle-Calédonie.
Sải cánh dài khoảng 50 mm.

## Phụ loài
- Cephonodes janus janus (Queensland)
- Cephonodes janus austrosundanus Rothschild & Jordan, 1903 (Flores)
- Cephonodes janus simplex Rothschild, 1894 (New Caledonia)